# Sebastiano Giribaldi

Juris naturalis humanorumque contractuum, 1717 (Fondazione Mansutti, Milano).

Sebastiano Giribaldi (Porto Maurizio, 1643 – 1720) è stato un teologo italiano.

## Biografia
Originario della Liguria, entrò nell'ordine dei chierici regolari di San Paolo e si occupò di diritto morale, scrivendo la sua Opera moralia. Un'altra sua opera sull'argomento, la Discussio, è divisa in quattro trattati, a loro volta suddivisi in capitoli e dubia, per cui l'autore fornisce una spiegazione per ciascuno. Il terzo dubium è sull'assicurazione, in cui Giribaldi elenca gli elementi essenziali perché il contratto sia accettabile dal punto di vista della morale cristiana, ad esempio sulla necessità dell'incertezza del danno, come già notato da Luis de Molina nel suo De justitia et jure (vol. 2, pp. 659-660). La sua opera è dedicata a Ulisse Giuseppe Gozzadini, vescovo e poi cardinale a Imola e suo docente di diritto all'Università di Bologna.